# Hương Trạch
Hương Trạch là một xã thuộc huyện Hương Khê, tỉnh Hà Tĩnh, Việt Nam.
Xã Hương Trạch có diện tích 127,08 km², dân số năm 1999 là 6451 người, mật độ dân số đạt 51 người/km².

## Tôn Giáo
Công Giáo: Giáo họ Lộc Giang thành lập vào năm 1935, Giáo họ Tân Phú thành lập vào năm 2008, Giáo họ Tân Dừa, Giáo họ Phú Lễ, Giáo họ Vân Sơn, Giáo xứ Tân Hội (bao gồm giáo họ Tân Hội) thành lập vào năm 1912.